# 松平直丘
松平 直丘（まつだいら なおたか）は、江戸時代前期から中期にかけての大名。出雲国母里藩2代藩主。母里松平家2代。
通称は頼母（たのも）、頼母介。諱は、はじめ直能、直高。

## 略歴
寛文5年（1665年）6月26日、松江藩藩主・松平直政の四男として誕生。母は側室・篠塚氏。幼名は岩千代。のち、頼母と称する。
延宝元年（1673年）、兄・隆政の死後、同年5月13日、その相続が認められて跡を継いだ。同7年（1679年）12月28日、従五位下・美作守となる。
貞享3年（1686年）9月28日、大番頭に、元禄元年（1688年）5月、御側衆となる。同7年（1694年）冬、御奏者となる。
元禄13年（1700年）9月朔日、志摩守となる。
男子がいたが早世していたため、正徳2年（1712年）3月4日、新庄直詮の次男・直員を養嗣子として迎えた。
同2年12月27日、死去した。48歳。法名は法性院運誉直覚。

## 系譜
- 父：松平直政
- 母：篠塚氏

- 正室：細川利重の養女、細川綱利の娘[4]
  - 女子：初 - 細川綱利養女、松平定基正室

- 継室：長 - 松平頼元の娘[4]
  - 女子：京極高通正室
  - 女子：松平守信（竹谷松平家）正室

- 生母不明の子女
  - 男子

- 養子
  - 松平直員 - 新庄直詮の次男